# Ridolfo Castinelli
Ridolfo Castinelli, noto anche come Rodolfo Castinelli (Pisa, 2 novembre 1791 – Pisa, 27 marzo 1859), è stato un ingegnere e politico italiano.

## Biografia
Figlio di Giuseppe, avvocato di simpatie rivoluzionarie, e di Tommasa Fabbretti, dopo una giovinezza passata in Francia al seguito del padre e un periodo di studio all'Ecole normale di Parigi, passò alla Scuola Normale di Pisa laureandosi in ingegneria.

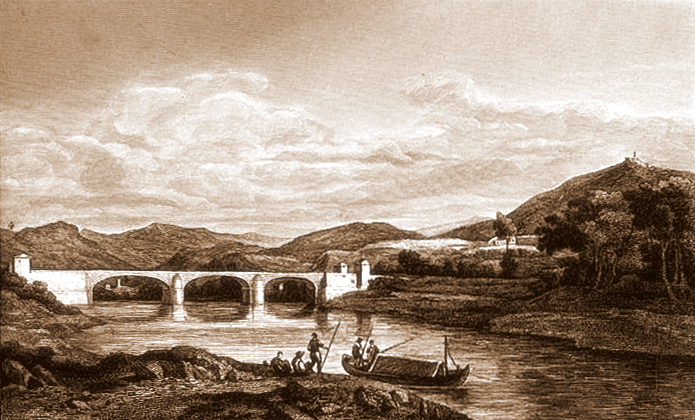
Riconducibile a questo periodo il ponte di Levane

Lavorò alla Sovrintendenza alla conservazione del catasto e nel Corpo degli ingegneri di acque e strade. Fu anche ingegnere di circondario a Pontedera e Pisa: in questo periodo tra le sue opere si ricorda il Tempio di Minerva Medica (Montefoscoli). Si interessò molto alla costruzione ed allo sviluppo della rete ferroviaria toscana, pubblicando nel 1842 un'opera dal titolo "Delle strade ferrate in Toscana considerate come tronchi di strade italiane e dell'utilità di un nuovo sistema di rotaje per le locomotive e le vetture tratte da cavalli. Idee dell'ing. Ridolfo Castinelli, con una carta topografica".
In seguito ipotizzò un'integrazione tra la rete ferroviaria toscana e quella piemontese, facendo trasparire l'interesse per un'analoga unificazione politica, negli anni in cui prendevano forza le idee risorgimentali. Non a caso divenne amico di molti intellettuali dell'epoca: Giuseppe Montanelli, con cui collaborò al giornale L'Italia, ed Enrico Mayer, di cui sostenne i progetti educativi.
Castinelli partecipò attivamente alle vicende risorgimentali del 1848-49, aderendo ai moti di protesta contro la cessione della Lunigiana ai duchi di Modena e Parma. Fece parte inoltre del corpo di spedizione toscano in Lombardia, partecipando alla battaglia di Curtatone assieme al nipote Cesare Studiati. Eletto deputato nelle elezioni toscane del 1848, assunse col tempo posizioni più moderate.
Dopo il rientro del granduca Leopoldo II, il Castinelli lasciò la politica e riprese la sua attività professionale e la sua passione per le ferrovie, lavorando al progetto della linea ferroviaria Sarzana-Genova. La morte lo colse nella città natale il 27 marzo del 1859 e fu sepolto nella chiesa di Santa Croce in Fossabanda; la sua effigie marmorea sul sepolcro fu scolpita dal Bilancini.